# گندمی‌ها
گندمی‌ها (نام علمی: Chlorophytum) نام یک سرده از زیرخانواده آگاوه‌وشان است.

## گونه‌ها
- گندمی Chlorophytum comosum
- گندمی موسلی Chlorophytum tuberosum